# Yuki Kobayashi (fodboldspiller, født 1992)
 For alternative betydninger, se Yuki Kobayashi. (Se også artikler, som begynder med Yuki Kobayashi)
Yuki Kobayashi (født 24. april 1992) er en japansk fodboldspiller, der spiller for den nederlandske klub SC Heerenveen. 

## Japans fodboldlandshold
| Japans landshold | Japans landshold | Japans landshold |
| År               | Kmp              | Mål              |
| ---------------- | ---------------- | ---------------- |
| 2016             | 2                | 1                |
| Total            | 2                | 1                |